# ماثيو ليبمان
ماثيو ليبمان (1922- 2010)، فيلسوف وأستاذ منطق أمريكي، ومؤسس فلسفة للأطفال، الذي يُعد أسلوبًا تربويًا لتطوير التفكير العقلاني والمنطقي لدى الأطفال، وألّف عام 1974م أول رواية فلسفية تستهدف الأطفال المتراوحة أعمارهم ما بين 10- 11 سنة، وهي رواية «اكتشاف هاري ستولمير»، ودفعه إلى ذلك رغبته الملحة في تبسيط التفكير المنطقي لطلابه.